# Shahid Kapoor
Shahid Kapoor (pronunțat [ʃaːɦɪd̪ kəˈpuːr]; n. 25 februarie 1981, Delhi, Teritoriul Capitalei Naționale Delhi⁠(d), India), de asemenea cunoscut sub numele Shahid Khattar, este un actor indian de film, cunoscut pentru munca sa la cinematografia hindi. Și-a început cariera în videoclipuri muzicale și reclame, și-a făcut debutul la Bollywood cu comedia romantică Ishq Vishk (2003) și a câștigat un premiu Filmfare pentru cel mai bun debut masculin pentru performanța sa. El a continuat cu filme, cum ar fi Fida Fida (2004) și Shikhar (2005), și a avut primul său mare  succes , cu drama de familie Sooraj R. Barjatya și de asemenea  Vivah (2006). El a fost nominalizat pentru Premiul Filmfare cel mai bun actor pentru performanțele sale în comedia romantică Jab We Met (2007) și Neo-noir Kaminey (2009). A urmat acest succes inițial, cu roluri bune si apoi in drama de acțiune  R... Rajkumar care a avut mare succes.

## Biografie
Shahid este născut pe data de 25 februarie 1981 în Delhi, India.Părinții săi sunt Neelima Azim și Pankaj Kapoor.Părinții săi s-au despărțit pe când actor avea doar 3 ani.Pankaj s-a căsătorit cu Supriya Pathak si se pare ca Shahid are o relație chiar foarte buna cu mama sa vitrega.Si Neelima s-a căsătorit insa s-a despărțit de el.Shahid are un frate din partea mamei sale,Ishaan și un frate și o sora din partea tatălui.